# Petyr Dimkow

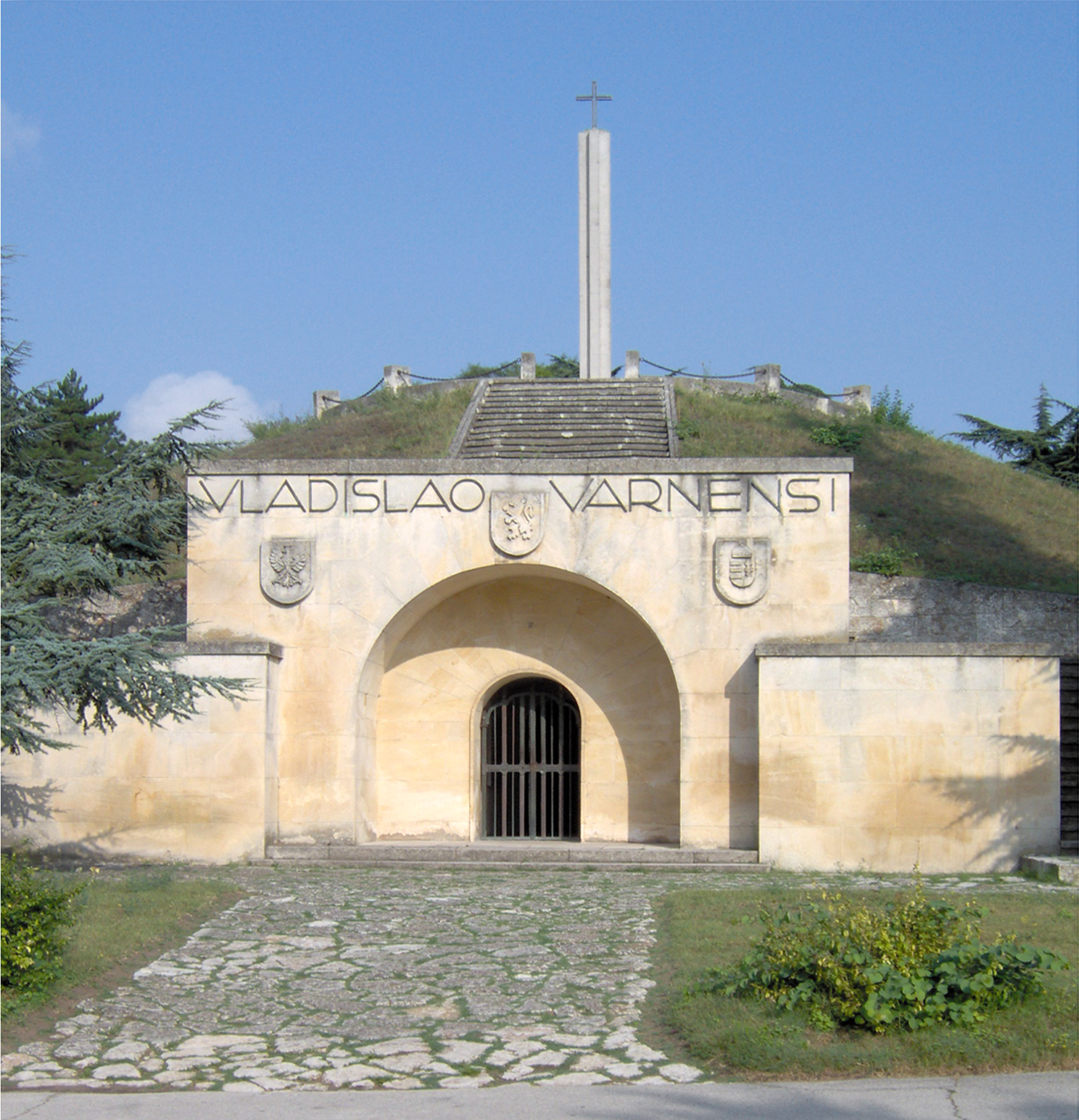
Pomnik-mauzoleum Władysława III Warneńczyka na polu bitwy pod Warną wystawione z inicjatywy Petyra Dimkowa

Petyr Dimkow (bułg. Петър Димков, w polskojęzycznych publikacjach także jako Petar Dimkow) – uzdrowiciel i wojskowy bułgarski, inicjator budowy pomnika–mauzoleum króla Władysława III w Warnie.

## Życiorys
Urodził się w rodzinie uchodźców z Macedonii. Jego ojciec Iwan był duchownym, a matka zielarką. Zainteresowanie niekonwencjonalnymi metodami leczenia i medycyną ludową odziedziczył po matce. Młody Dimkow rozpoczął edukację w Sofii, po czym od 1899 kontynuował naukę w Petersburgu na uczelni wojskowej. Do Bułgarii powrócił w 1909 w stopniu podporucznika. Uczestniczył w wojnach bałkańskich i w I wojnie światowej. Był ośmiokrotnie ranny.
Angażował się osobiście w przedsięwzięcia związane z upamiętnianiem wydarzeń z historii Bułgarii i ochrony jej dziedzictwa historycznego. W 1933 uratował od wyburzenia dom rodzinny Wasyla Lewskiego w Karłowie, a w 1934 wystąpił z inicjatywą budowy pomnika–mauzoleum ku czci króla Władysława III Warneńczyka na polu bitwy pod Warną. Pomnik–mauzoleum został otwarty przez cara Borysa III 4 sierpnia 1935 r. Z tej okazji poczta Bułgarii emitowała serię 5 znaczków pocztowych. Petyr Dimkow pozostał w armii do 1936. Odszedł w stopniu pułkownika. Udekorowany wieloma bułgarskimi i obcymi odznaczeniami, m.in. Orderem św. Aleksandra z Mieczami, Orderem Zasługi Wojskowej, Orderem Waleczności i Krzyżem Żelaznym. Był autorem książek z zakresu medycyny ludowej, w tym wielokrotnie wznawianego trzytomowego dzieła Bułgarska medycyna ludowa (Българска народна медицина).
W 2006 poczta Bułgarii wydała znaczek upamiętniający 120. rocznicę urodzin Petyra Dimkowa. Jego imieniem został nazwany lodowiec na wyspie Brabant na Antarktyce.